# Röinge, Hörby kommun
Röinge är en bebyggelse i tätorten Ludvigsborg i Fulltofta socken i Hörby kommun och till mindre del Höörs kommun, Skåne län. Orten var till 2010 kallas som en småort med 131 invånare (2005) och en yta på 38 hektar. År 2010 hade Röinge växt samman med Ludvigsborg.